# Frazier Park
Frazier Park és una concentració de població designada pel cens dels Estats Units a l'estat de Califòrnia. Segons el cens del 2000 tenia 2.348 habitants.

## Demografia
Segons el cens del 2000, Frazier Park tenia 2.348 habitants, 922 habitatges, i 601 famílies. La densitat de població era de 186,2 habitants/km².
Dels 922 habitatges en un 35,7% hi vivien nens de menys de 18 anys, en un 49,1% hi vivien parelles casades, en un 10,5% dones solteres, i en un 34,8% no eren unitats familiars. En el 28,7% dels habitatges hi vivien persones soles el 9,4% de les quals corresponia a persones de 65 anys o més que vivien soles. El nombre mitjà de persones vivint en cada habitatge era de 2,55 i el nombre mitjà de persones que vivien en cada família era de 3,2.
Per edats la població es repartia de la següent manera: un 29,2% tenia menys de 18 anys, un 7,4% entre 18 i 24, un 27,8% entre 25 i 44, un 25,9% de 45 a 60 i un 9,7% 65 anys o més.
L'edat mediana era de 38 anys. Per cada 100 dones de 18 o més anys hi havia 97,7 homes.
La renda mediana per habitatge era de 40.721 $ i la renda mediana per família de 46.857 $. Els homes tenien una renda mediana de 45.536 $ mentre que les dones 27.333 $. La renda per capita de la població era de 19.302 $. Entorn de l'11% de les famílies i el 12,4% de la població estaven per davall del llindar de pobresa.

## Poblacions més properes
El següent diagrama mostra les poblacions més properes.